# Corneille Elst
Corneille Corneel Elst, né le 25 janvier 1901 à Anvers en Belgique et mort le 2 novembre 1969, est un footballeur international belge. 
Il joue au poste de milieu de terrain et effectue toute sa carrière au Beerschot VAC, avec lequel il a remporté cinq fois le championnat de Belgique durant l'entre-deux-guerres.
Il est également international à cinq reprises.

## Statistiques

### En club
| Saison                | Club                  | Championnat             | Championnat | Championnat | Coupe(s) nationale(s) | Coupe(s) nationale(s) | Total | Total |
| Saison                | Club                  | Division                | M.          | B.          | M.                    | B.                    | M.    | B.    |
| 1919-1920             | Beerschot VAC         | Division d'Honneur (D1) | -           | -           | -                     | -                     | 0     | 0     |
| 1920-1921             | Beerschot VAC         | Division d'Honneur (D1) | -           | -           | -                     | -                     | 0     | 0     |
| 1921-1922             | Beerschot VAC         | Division d'Honneur (D1) | -           | -           | -                     | -                     | 0     | 0     |
| 1922-1923             | Beerschot VAC         | Division d'Honneur (D1) | -           | -           | -                     | -                     | 0     | 0     |
| 1923-1924             | Beerschot VAC         | Division d'Honneur (D1) | -           | -           | -                     | -                     | 0     | 0     |
| 1924-1925             | Beerschot VAC         | Division d'Honneur (D1) | -           | -           | -                     | -                     | 0     | 0     |
| 1925-1926             | Beerschot VAC         | Division d'Honneur (D1) | -           | -           | -                     | -                     | 0     | 0     |
| 1926-1927             | Beerschot VAC         | Division d'Honneur (D1) | -           | -           | -                     | -                     | 0     | 0     |
| 1927-1928             | Beerschot VAC         | Division d'Honneur (D1) | -           | -           | -                     | -                     | 0     | 0     |
| 1928-1929             | Beerschot VAC         | Division d'Honneur (D1) | -           | -           | -                     | -                     | 0     | 0     |
| 1929-1930             | Beerschot VAC         | Division d'Honneur (D1) | -           | -           | -                     | -                     | 0     | 0     |
| 1930-1931             | Beerschot VAC         | Division d'Honneur (D1) | -           | -           | -                     | -                     | 0     | 0     |
| 1931-1932             | Beerschot VAC         | Division d'Honneur (D1) | -           | -           | -                     | -                     | 0     | 0     |
| Total sur la carrière | Total sur la carrière | Total sur la carrière   | 267         | 36          | -                     | -                     | 267   | 36    |

### En sélections nationales
| Saison                | Sélection             | Phases finales        | Phases finales | Phases finales | Matchs amicaux | Matchs amicaux | Total | Total |
| Saison                | Sélection             | Compétition           | M              | B              | M              | B              | M     | B     |
| --------------------- | --------------------- | --------------------- | -------------- | -------------- | -------------- | -------------- | ----- | ----- |
| 1921-1922             | Belgique              | -                     | -              | -              | 1              | 0              | 1     | 0     |
| 1923-1924             | Belgique              | -                     | -              | -              | 1              | 0              | 1     | 0     |
| 1927-1928             | Belgique              | -                     | -              | -              | 3              | 0              | 3     | 0     |
| Total sur la carrière | Total sur la carrière | Total sur la carrière | -              | -              | 5              | 0              | 5     | 0     |

### Matchs internationaux
| Matchs internationaux de Corneille Elst, | Matchs internationaux de Corneille Elst, | Matchs internationaux de Corneille Elst,             | Matchs internationaux de Corneille Elst, | Matchs internationaux de Corneille Elst, | Matchs internationaux de Corneille Elst, | Matchs internationaux de Corneille Elst, | Matchs internationaux de Corneille Elst, |
| #                                        | Date                                     | Lieu                                                 | Adversaire                               | Résultat                                 | Compétition                              | Club                                     | Notes                                    |
| ---------------------------------------- | ---------------------------------------- | ---------------------------------------------------- | ---------------------------------------- | ---------------------------------------- | ---------------------------------------- | ---------------------------------------- | ---------------------------------------- |
| 1                                        | 21 mai 1922                              | Campo di Viale Lombardia (it), Milan, Italie         | Italie                                   | D 2 - 4                                  | Match amical                             | Beerschot VAC                            | Titulaire.                               |
| 2                                        | 13 janvier 1924                          | Stade Buffalo, Montrouge, France                     | France                                   | D 0 - 2                                  | Match amical                             | Beerschot VAC                            | Titulaire.                               |
| 3                                        | 12 février 1928                          | Stade Maurice Dufrasne, Liège, Belgique              | État libre d'Irlande                     | D 2 - 4                                  | Match amical                             | Beerschot VAC                            | Titulaire.                               |
| 4                                        | 11 mars 1928                             | Het Nederlandsch Sportpark (nl), Amsterdam, Pays-Bas | Pays-Bas                                 | N 1 - 1                                  | Match amical                             | Beerschot VAC                            | Titulaire.                               |
| 5                                        | 1er avril 1928                           | Bosuilstadion, Deurne, Belgique                      | Pays-Bas                                 | V 1 - 0                                  | Match amical                             | Beerschot VAC                            | Titulaire.                               |

## Palmarès

### En club
|  |  | Beerschot VAC - Championnat de Belgique : - Champion : 1922, 1924, 1925, 1926 et 1928 - Vice-champion : 1923, 1927 et 1929 |